# Вібраційні сепаратори
Вібраційні сепаратори (рос. вибрационные сепараторы, англ. oscillating separator, нім. Vibroscheider m, Vibrosichter m) — апарати для розділення порошкових матеріалів та абразивів. Являють собою деку з криволінійною поверхнею, яка вібрує з певною частотою та амплітудою.